# Stora Mickelstjärnet
Stora Mickelstjärnet är en sjö i Arvika kommun i Värmland och ingår i Göta älvs huvudavrinningsområde. Sjöns area är 0,009 kvadratkilometer och den befinner sig 222 meter över havet.